# Собор Святого Петра (Бишелье)
Собор Святого Петра (итал. Concattedrale di San Pietro Apostolo) — один из трёх кафедральных соборов архиепархии Трани-Барлетта-Бишелье, расположенный в городе Бишелье, в регионе Апулия в Италии.
Храм основан норманнским графом Трани Пьетро II, о чём свидетельствует надпись на одном из порталов собора. Строительство храма началось в 1073 году и было завершено в 1295 году, собор был освящён 1 мая архиепископом Трани при участии глав семи ближайших архиепископств. Построенный изначально в романском стиле, собор позднее подвергался значительным перестройкам, особенно значительным — в XVIII веке, когда собор приобрёл многие элементы царившего в то время барокко.